# Ponticelli (Nápoles)
Ponticelli (Punticielle en napolitano) es un barrio de la ciudad de Nápoles, en Italia. Forma parte de la Municipalità 6 junto a Barra y San Giovanni a Teduccio.
Situado en la zona este de la ciudad, limita con los siguientes barrios: al sur con Barra y al oeste con Poggioreale; además, al norte limita con los municipios de Casoria y Volla, al este con Cercola y San Sebastiano al Vesuvio, al sur con San Giorgio a Cremano.
Tiene una superficie de 9,11 km² y una población de 52.284 habitantes, siendo el segundo barrio más poblado de la ciudad por detrás de Fuorigrotta.

## Historia

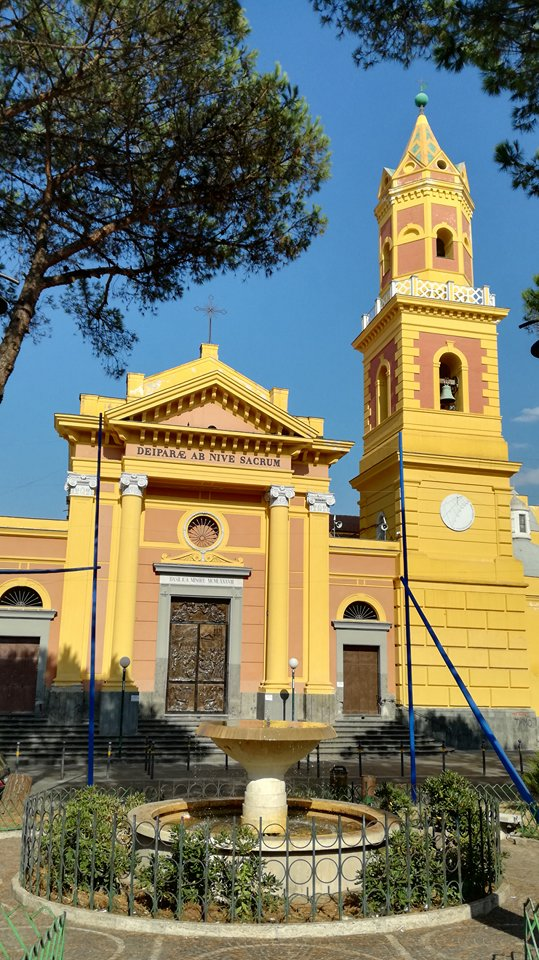
Basílica santuario de Santa Maria della Neve.

Los documentos históricos atestiguan la presencia de antiguos asentamientos romanos y de influencias religiosas fenicias en el territorio de Ponticelli, que han salido a la luz en los últimos años. Se han encontrado dos villas romanas rústicas, una de las cuales fue desenterrada por completo. Esta perteneció a un descendiente de un veterano de Sila, Caius Olius Ampliatus, quien se dedicaba a la producción y el comercio de cereales y vino. Fue enterrada tras la erupción del Vesubio en el año 79 d. C.; probablemente se trataba de una granja dividida en pars rustica y pars urbana. En el sótano se encontró el esqueleto de un hombre en posición agachada, con las manos en la cara y un anillo derretido en un dedo (debido a la temperatura de la lava incandescente). Probablemente se trata del mismo Caius Olius Ampliatus o de un esclavo de unos cuarenta años, desdentado (debido a la desnutrición) y con varias fracturas, atrapado en la erupción.
Ponticelli nació de la fusión de cuatro casali: Ponticello (ya documentado en 1028), Terzo, San Cipriano y Porchiano. En 994 fue fundada la iglesia más antigua de Ponticelli, Santa Maria delle Grazie a Porchiano, mientras que en la primera mitad del siglo XIII se construyó Santa Maria della Neve, la más antigua basílica-santuario del área vesubiana, que más tarde fue decorada con un gran número de obras de arte. En el siglo XIV, se encontraban dos núcleos urbanos, Ponticello piccolo y Ponticello grande, que se fusionaron definitivamente en el siglo XV, tal y como se documenta en la numeración de las Aldeas de Nápoles en 1497.
El siglo XVIII constituye una fase de expansión urbana, con la construcción de nuevas viviendas. Durante la República Napolitana de 1799, Ponticelli fue escenario de enfrentamientos entre jacobinos y sanfedistas. A principios del siglo XIX, se convirtió en un municipio autónomo y se mantuvo así hasta 1926, año en que fue incorporado a la ciudad de Nápoles. Durante la Segunda Guerra Mundial, Ponticelli fue fuertemente bombardeado y hubo un alto número de víctimas civiles. El 25 de julio de 1943, los vecinos del barrio liderados por unos antifascistas locales, todos ellos miembros del Partido Comunista Italiano (en ese entonces clandestino), atacaron el local cuartel general fascista en Piazza Municipio; durante la posterior ocupación nazi, 34 inocentes fueron matados por los soldados alemanes. El barrio figura entre los lugares de la insurrección antinazi conocida como los Cuatro Días de Nápoles. En la posguerra, se produjo un crecimiento urbano y poblacional de relevancia, con el desarrollo de numerosos rioni de vivienda social como el Rione De Gasperi, Rione INCIS, Parco Conacal, Parco Galeazzo o Lotto 0, y la construcción de varias escuelas.
A partir de 2015, en el complejo residencial "Parco Merola", hoy conocido como "Parco dei Murales", se ha puesto en marcha un proyecto de recalificación artística y regeneración social a través del arte urbano, mediante la realización de grandes pinturas murales en las fachadas de los edificios.
Ponticelli es sede de muchas empresas, sobre todo a lo largo de la calle Argine, y de un amplio centro comercial (Centro Commerciale Neapolis). En 2016 se inauguró un gran hospital, el Ospedale del Mare.

## Cultura y sitios de interés

### Tradiciones

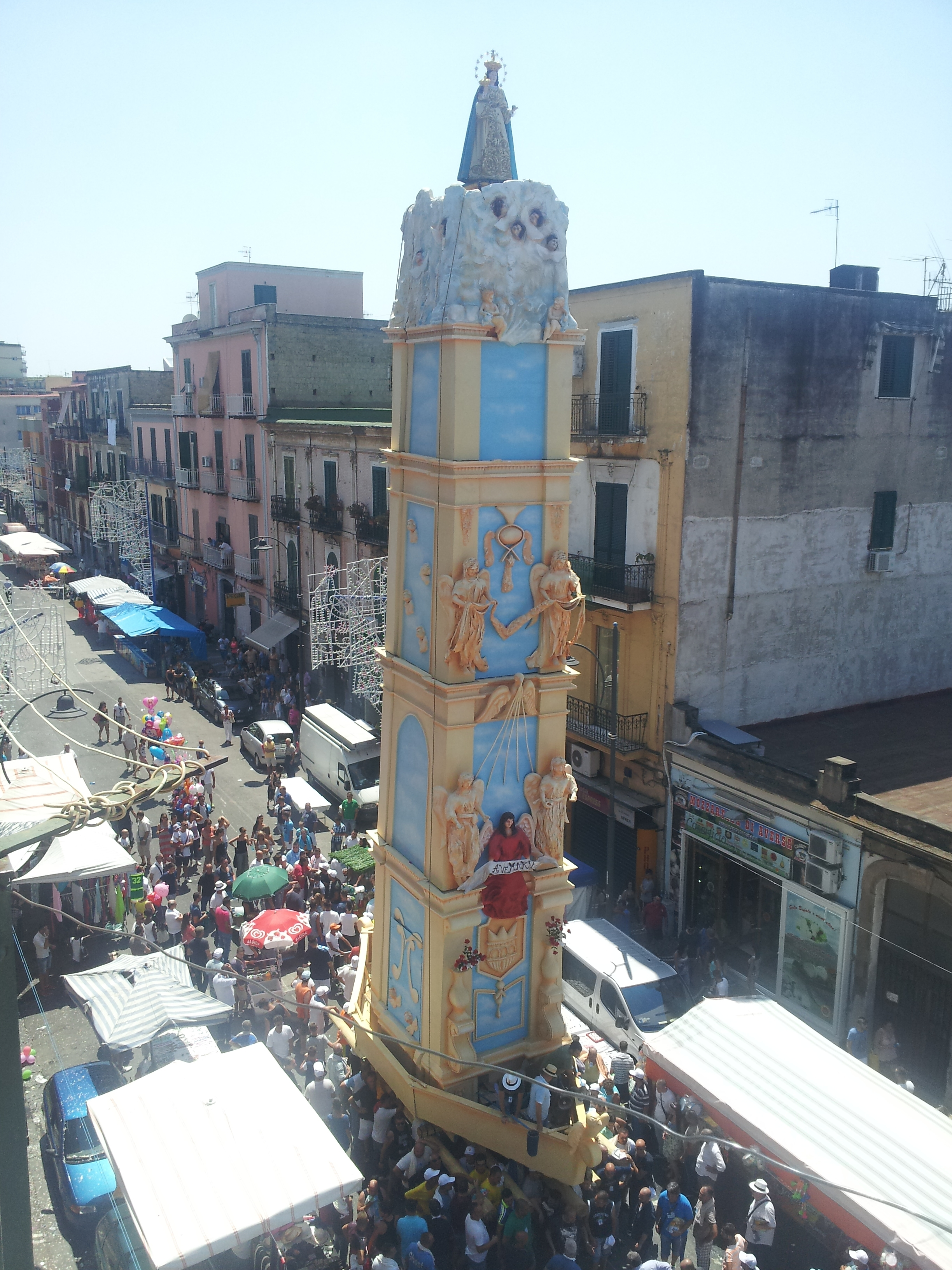
Procesión del carro de la Madonna della Neve.

Anualmente en agosto se celebra una fiesta en honor de la Virgen de las Nieves, patrona del barrio. La fiesta se caracteriza por la procesión del carro, una estructura piramidal de madera ricamente decorada, de 16,60 metros de altura, en cuya cima está una estatua de la Virgen de 2 metros.

### Edificios religiosos
- Basilica santuario di Santa Maria della Neve
- Oratorio della Confraternita del Santissimo Rosario
- Chiesa di San Rocco
- Chiesa di Santa Croce
- Chiesa della Beata Vergine di Lourdes e Santa Bernadetta
- Chiesa di Santa Maria delle Grazie a Porchiano
- Chiesa del SS.Rosario in Santa Maria delle Grazie al Felaco
- Chiesa di Santa Maria delle Grazie a Ponticelli
- Chiesa di San Giuseppe
- Chiesa dei Santi Pietro e Paolo
- Chiesa di San Francesco e Santa Chiara

### Otros
- Villa romana de Caius Olius Ampliatus (siglo I a. C.)
- Parco dei Murales
- Pabellón de deportes "PalaVesuvio"[20]
- Parco De Simone[21]
- Parco Fratelli De Filippo[21]

## Transporte
Ponticelli es servido por la autopista A3 (salida Ponticelli-San Giorgio a Cremano) y la carretera nacional SS 162 dir (salida Ponticelli-Barra).
También dan servicio las líneas de autobús de ANM y seis estaciones de la línea férrea Circumvesuviana: Botteghelle, Madonnelle, Argine Palasport, Villa Visconti, Vesuvio de Meis y Ponticelli.